# Eugenienstein
Der Eugenienstein ist eine 334 m ü. NHN hohe Erhebung in Nideggen, einer Stadt im Kreis Düren in Nordrhein-Westfalen. Die Erhebung liegt rund 2,5 km nordwestlich des Stadtzentrums von Nideggen. Rund einen Kilometer nordwestlich befindet sich der Stausee Obermaubach, rund 1,3 km südwestlich und durch die Rur getrennt der Hürtgenwalder Ortsteil Bergstein. Rund 1,7 km nordöstlich befindet sich der Kreuzauer Ortsteil Leversbach, einen Kilometer östlich der Nideggener Ortsteil Rath. Etwa 620 m nordnordöstlich liegt die 388 m hohe Erhebung Mausauel.